# 그리스도인일치촉진부
그리스도인일치촉진평의회(라틴어: Pontificium Consilium ad Unitatem Christianorum Fovendam)는 로마 가톨릭교회 교황청 내에 있는 부서이다.

## 역사
교황 요한 23세는 당시 개신교를 중심으로 일어나고 있던 교회일치운동에 가톨릭 교회도 참여하기를 원하였다. 그리하여 1960년 6월 5일에 ‘그리스도인일치촉진사무국’을 설립하고 초대 국장으로 아우구스틴 베아 추기경을 임명하였다. 그리스도인일치촉진사무국은 다른 기독교 종파들에게 제2차 바티칸 공의회에 옵서버로서 참석해줄 것을 요청하였다. 또한, 교회일치촉진사무국 안에 동방 정교회 및 고대 오리엔트 정교회 이교들을 다루는 동방교회부서와 개신교 교파 및 세계교회협의회와 같은 초교파주의 공동체를 다루는 서방교회부서 등 두 개의 부서를 신설하여 운영하였다.
교회일치촉진사무국은 제2차 바티칸 공의회를 위해 교회일치운동에 대한 교령인 《일치의 재건(Unitatis Redintegratio)》, 비기독교와의 관계를 다룬 《우리 시대(Nostra aetate)》, 종교의 자유를 다룬 《인간 존엄성(Dignitatis humanae)》, 하느님 계시의 전달을 다룬 《하느님의 말씀(Dei Verbum)》 등 다수의 교령 문헌의 작성에 큰 기여를 하였다.
제2차 바티칸 공의회 이후, 1966년 교황 바오로 6세는 교회일치촉진사무국을 교황청의 영구부서로 남기기로 결정하였다.
1988년 6월 28일 교황 요한 바오로 2세는 사도적 서한 《착한 목자(Pastor Bonus)》를 발표하여 교회일치촉진사무국을 교회일치촉진평의회로 개칭하였다.

## 활동
그리스도인일치촉진평의회는 일치 운동에 관한 교령 《일치의 재건》에 따라 가톨릭교회의 가르침에 입각한 기독교 일치를 제창함과 동시에, 다른 기독교 교회 와 '교회 공동체'들과의 대화와 협력을 이루고 이를 진척시키는 것을 목표로 한다.
그리스도인일치촉진평의회는 창립한 이래 세계 교회 협의회(WCC)와 좋은 협력관계를 맺어오고 있다. 1968년 이래 12명의 가톨릭 신학자들은 세계 교회 협의회의 ‘신학과 직제 위원회’의 멤버로 활동하고 있다.
그리스도인일치촉진평의회는 세계 각지에서 열리는 각종 기독교 일치 모임에서 가톨릭측 대표단을 구성해 파견하는 역할을 맡고 있으며, 더불어 가톨릭교회의 주요 행사에 다른 교회 혹은 교회적 공동체에 초대장을 보내 대표단을 초대하는 책임도 맡고 있다.
현재 그리스도인일치촉진평의회와 국제적 차원에서 신학 관련 대화가 이루어지고 있는 교회 및 교회 공동체는 다음과 같다.
- 그리스도 제자들의 교회
- 동방 정교회
- 루터교 세계 연맹
- 말란카라 정교회
- 성공회 연합
- 세계 감리교 협의회
- 세계 개신교 연맹
- 일부 오순절교회
- 침례교 세계 연맹
- 콥트 정교회